# Evangelischer Schwesternkonvent „Lumen Christi“
Der Evangelische Schwesternkonvent „Lumen Christi“ war eine Kommunität mit dem Status eines eingetragenen Vereins innerhalb der Evangelisch-Lutherischen Kirche in Bayern. Die Namensbezeichnung „Lumen Christi“ (dt.: Licht Christi) ist dem Ruf aus der Liturgie der Osternacht entlehnt und gehört zur Lichtfeier am Beginn der Vigil der Osternacht. Das Mutterhaus befand sich in Gößweinstein.

## Geschichte
Die Gründerin der Kommunität war die Diakonisse und langjährige Oberin Else Wolf. Bevor sie in das Mutterhaus der Diakonissen in Neuendettelsau eintrat, war sie über 20 Jahre lang die Chefsekretärin und Chauffeurin des Nürnberger Kreisdekans Julius Schieder. 1977 gründete sie den Evangelischen Schwesternkonvent und zog mit den Diakonissen nach Nürnberg. 1990 verlegte die Gemeinschaft ihren Wohnsitz nach Gößweinstein und errichtete hier ihr neues Mutterhaus.
Der Schwesternkonvent bestand zeitweise aus 25 Diakonissen, ihre Priorin war zuletzt Schwester Ilse Printz. Die Kommunität pflegte in Gößweinstein eine lebendige Ökumene und arbeitete mit den ortsansässigen Franziskanern und anderen katholischen Einrichtungen zusammen. Nach dem Tod der Gründerin 2006 zogen die verbliebenen drei Schwestern nach Rödermark. Das Haus in Gößweinstein wurde von einem Trägerverein als Gebetshaus und Gästehaus weiter betrieben.

## Selbstverständnis
Die Frauen leben in einer geistlichen Lebensgemeinschaft, ihre Berufung führen sie auf die Grundlagen der Bibel zurück: „Sie blieben aber beständig in der Lehre der Apostel und in der Gemeinschaft und im Brotbrechen und im Gebet. (Apg.2,42 ). Ihr Ziel ist es, zur geistlichen Erneuerung von Kirche und Gesellschaft beizutragen. Die Konventmitglieder haben sich entschlossen, nach den Evangelischen Räten zu leben, hierzu gehören die Ehelosigkeit, die Armut und der Gehorsam. Ihr tägliches Leben wird durch das Gebet geprägt, hieraus erwächst der ‚Gebetsdienst und diakonisch-missionarische Dienst‘ – Menschen in eine verbindliche Gemeinschaft mit Jesus Christus zu führen.“ Sie tragen eine dunkelblaue Ordenstracht mit weißer Haube.

## Angebote
Zu den Angeboten der Schwestern gehörten regelmäßige Hauskreise, Glaubensseminare und Einkehrtage. Es wurde auch zum Abendgebet am Wochenende eingeladen. Des Weiteren gab es einen Bibliodrama-Kurs, Einzelgespräche und Freundestage.